# Anno de Saint-Gall
Anno est un prélat allemand mort le 1er décembre 954. Il est élu abbé de l'abbaye de Saint-Gall en 953, en opposition à Craloh.

## Biographie
En 953, le duc Liudolf de Souabe se révolte contre son père, l'empereur Otton Ier. Alors que l'abbé Craloh soutient l'empereur, la majorité des moines de Saint-Gall (qui se situe dans le duché de Souabe) sont partisans de Liudolf, ce qui incite Craloh à prendre la fuite pour se réfugier à la cour d'Otton. Pour le remplacer, les moines élisent Anno le 23 ou le 24 septembre 953. On ne sait rien de lui avant cette date,.
D'après la chronique d'Ekkehard IV, Anno commence à fortifier le village et le monastère de Saint-Gall en faisant ériger des murs et des tours et creuser des fossés. Il meurt à peine un an après son élection, alors que l'enceinte qu'il a commencée n'a atteint que la hauteur du genou. Après la défaite de Liudolf, Craloh retrouve sa position d'abbé.